# Portious Warren
Portious Warren (* 2. März 1996 in Matura) ist eine Kugelstoßerin aus Trinidad und Tobago, die auch im Diskuswurf an den Start geht.

## Sportliche Laufbahn
Erste Erfahrungen bei internationalen Wettkämpfen sammelte Portious Warren bei den CARIFTA-Games 2012 in Hamilton, bei denen sie mit 13,00 m die Bronzemedaille mit der 3-kg-Kugel gewann. Im Jahr darauf nahm sie an den Jugendweltmeisterschaften in Donezk teil und schied dort mit 14,90 m in der Qualifikation aus. Bei den CARIFTA-Games 2014 in Fort-de-France gewann sie mit 12,70 m die Bronzemedaille mit der Erwachsenenkugel und wurde im Speerwurf mit 36,20 m Sechste. Anschließend siegte sie bei den Zentralamerika- und Karibikjuniorenmeisterschaften (CAC) in Morelia mit 14,47 m und schied daraufhin bei den Juniorenweltmeisterschaften in Eugene mit 14,22 m in der Qualifikation aus. 2015 siegte sie bei den CARIFTA-Games in Basseterre mit 15,22 m und bei den Panamerikanischen Juniorenmeisterschaften in Edmonton gewann sie mit 15,57 m die Silbermedaille. Im Jahr darauf belegte sie bei den U23-NACAC-Meisterschaften in San Salvador mit 15,31 m den sechsten Platz und 2017 nahm sie erstmals an der Sommer-Universiade in Taipeh teil und erreichte dort mit 15,03 m Rang zwölf. 2018 wurde sie bei den Zentralamerika- und Karibikspielen in Cochabamba mit 16,22 m Sechste im Kugelstoßen sowie mit 51,71 m Siebte im Diskuswurf. 2019 gewann sie bei den Studentenweltspielen in Neapel mit 17,82 m die Silbermedaille hinter der Kanadierin Sarah Mitton. Anschließend wurde sie bei den Panamerikanischen Spielen in Lima mit einem Stoß auf 16,55 m Neunte und brachte im Diskusbewerb keinen gültigen Versuch zustande. Daraufhin verpasste sie bei den Weltmeisterschaften in Doha mit 17,46 m den Finaleinzug. 2021 qualifizierte sie sich im Kugelstoßen für die Olympischen Spiele in Tokio und klassierte sich dort mit 18,32 m im Finale auf dem elften Platz.
2022 startete sie bei den Weltmeisterschaften in Eugene und schied dort mit 16,65 m in der Qualifikationsrunde aus. 2024 nahm sie erneut an den Olympischen Sommerspielen in Paris teil und verpasste dort mit 17,22 m den Finaleinzug.
In den Jahren 2013 und 2017 sowie 2019 und 2024 wurde Warren trinidadisch-tobagische Meisterin im Kugelstoßen sowie 2019 im Diskuswurf.

## Persönliche Bestleistungen
- Kugelstoßen: 18,75 m, 30. Juli 2021 in Tokio
- Diskuswurf: 54,62 m, 6. April 2019 in Baton Rouge